# Верлоцький Юхим Абрамович
Юхим Абрамович Верлоцький (нар. 25 вересня 1918, Добрянський, Чернігівська губернія — пом. 2008/2009, Ізраїль) — радянський художник -графік.

## Біографія
Народився 1918 року у селищі Добрянці (нині — Чернігівської області) в родині доктора медичних наук, професора Абрама Юхимовича Верлоцького (1891—1962), в подальшому — професора ЦІУВ, автора численних наукових праць з стоматології та щелепно-лицевої хірургії.
У дитинстві багато часу проводив у Філях, де сім'я жила на дачі (1926) разом з друзями — сім'єю Розенфельдів; з їхнім сином, професором математики Борисом Розенфельдом (племінником художника Марка Шагала), Юхим Верлоцький товаришував усе життя.
Під час німецько-радянської війни — заступник політрука 562-го стрілецького полку (165-а стрілецька дивізія), єфрейтор, був фронтовим художником.
Після війни працював художником в Інституті санітарної освіти Міністерства охорони здоров'я України.
У 1990-ті роки емігрував до Ізраїлю, де дожив до 90-річного віку.

## Творчість
В Інституті санітарної освіти створив безліч агітаційних плакатів, в тому числі літовиставку на 6 щитах-плакатах «Не губи своє майбутнє» (1979) .
Мультфільми:
| Рік  |    | Назва                                            | Роль                 |    |
| ---- | -- | ------------------------------------------------ | -------------------- | -- |
| 1941 | мф | Не топтати фашистському чобота нашої Батьківщини | художник             | ру |
| 1946 | мф | Лисиця і Дрізд                                   | художник             | ру |
| 1947 | мф | Бавовна (біле золото)                            | художник-постановник | ру |
| 1947 | мф | Квартет                                          | художник-декоратор   | ру |

Ілюстрації в журналах:
- «Юний технік»: 1956. — № 3; 1957. — № 3; 1958. — № 9.
- «Квант»: 1972. — № 8.

Ілюстрації в книгах:
- Ауслендер Л. Б. Нельзя — можно: [Альбом: Для детей / Ил.: Е. А. Верлоцкий. — М.: Ин-т сан. просвещения, 1961]. — [26] с.
- Детская энциклопедия: [В 10 т.]: Для сред. и ст. возраста / [Гл. ред.: Д. Д. Благой…, А. И. Маркушевич (гл. ред.) и др.]; Акад. пед. наук РСФСР. — М.: Изд-во Акад. пед. наук РСФСР, 1958—1962.
- Сапгир Г. В. Голыши-крепыши: [Стихи: Для детей] / Рис. Е. Верлоцкого. — [М.: Ин-т сан. просвещения, 1962]. — 15 с.
  -  — [3-е изд. — М.: Б. и., 1965]. — 15 с.
- Немирова Е. А. Белочка-волшебница: [Сказка: Для детей / Ил.: Е. А. Верлоцкий. — М.: Ин-т сан. просвещения, 1967]. — 33 с.

## Нагороди
- Орден Червоної Зірки (10.06.1944)
- Орден Вітчизняної війни I ступеня (6.04.1985)
- Медаль «За перемогу над Німеччиною у Великій Вітчизняній війні 1941—1945 рр.» (9.09.1945)[5]